# Пономаренко Назар Юлійович
Назар Юлійович Пономаренко (нар. 26 березня 2005, Україна) — український футболіст, опорний півзахисник «Кішварди».

## Життєпис
З 2018 по 2022 рік у ДЮФЛУ виступав за КДЮСШ УСО ВП ХАЕС (Нетішин) та МФА (Мукачево).
У середині лютого 2022 року перейшов до академії «Кішварди». У сезоні 2022/23 років виступав за юнацьку (U-19) команду клубу. Вперше до заявки першої команди потрапив 28 січня 2023 року в нічийному (2:2) домашньому поєдинку 17-го туру чемпіонату Угорщини проти «Пакша». Назар просидів усі 90 хвилин на лаві запасних. У сезоні 2023/24 років виступав здебільшого за резервну команду клубу. Дебютував за «Кішварду» 16 грудня 2023 року в переможному (4:0) домашньому поєдинку 17-го туру чемпіонату Угорщини проти «Уйпешта». Пономаренко вийшов на поле на 81-й хвилині замість Бобана Ніколова. У вище вказаному сезоні виходив на поле в 2-х матчах угорського чемпіонату. Сезон 2024/25 років розпочав у другому дивізіоні угорського чемпіонату, куди «Кішварда» опустилася за підсумками попереднього сезону.